# Горечавка Клузиуса
Горечавка Клузиуса или горечавка Клюза (лат. Gentiana clusii) — вид травянистых растений рода Горечавка (Gentiana) семейства Горечавковые (Gentianaceae).
Вид, очень заметный в период цветения, имеет один колокольчатый цветок на очень коротком стебле.

## Ботаническое описание

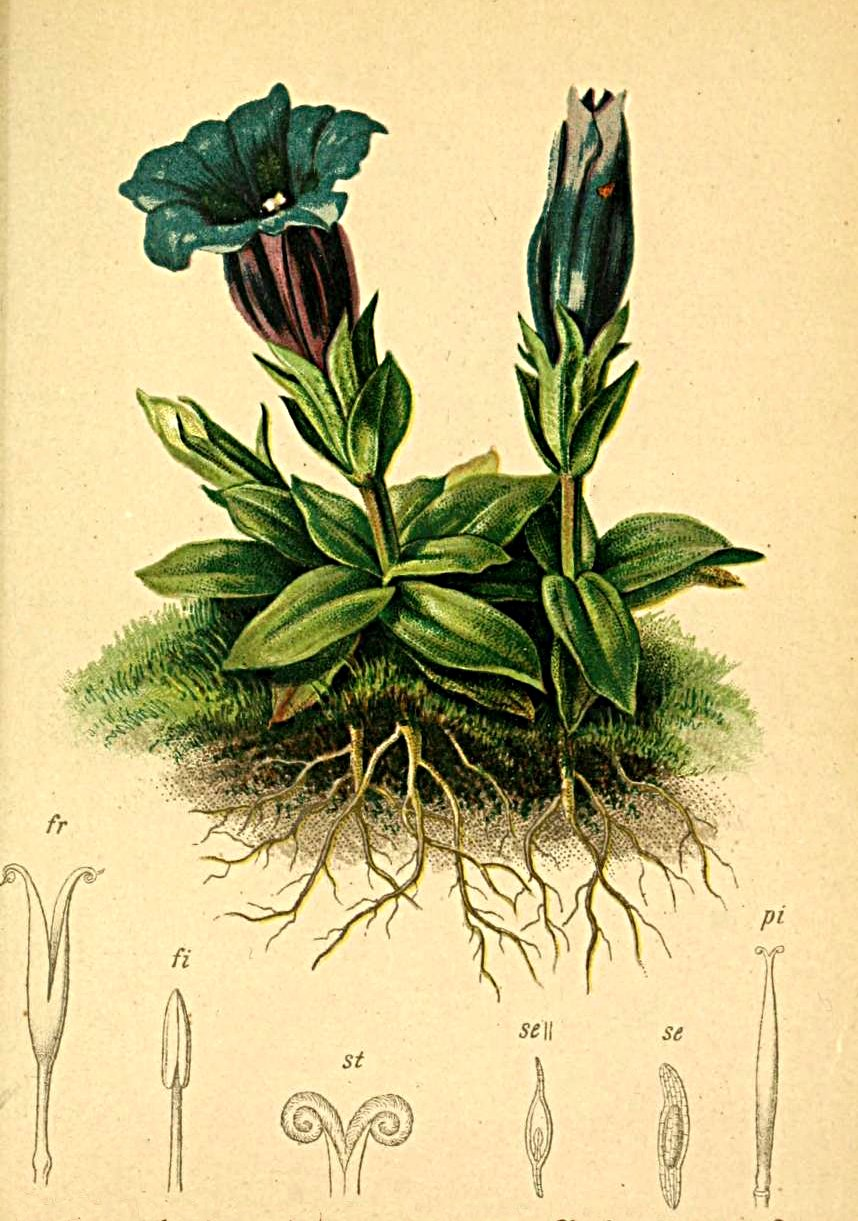
Ботаническая иллюстрация из книги «Atlas der Alpenflora», 1882 г.

Зимующее многолетнее травянистое растение высотой от 5 до 15 см. Стебель очень короткий.
Листья расположены в базальной розетке. Простая листовая пластинка длиной до 5 см, широколанцетная с заострённым верхним концом. На ощупь листовые пластинки немного кожистые и шероховатые. Стеблевые листья присутствуют не всегда, но если они есть, то в количестве до трёх пар, и они меньше, чем базальные листья.
Период цветения в Северном полушарии длится примерно с мая по август. Цветки одиночные, вертикальные.
Гермафродитные цветки радиально-симметричные, пятилепестковые с двойным околоцветником. Пять чашелистиков сросшиеся и образуют длинную трубку чашечки. Пять слегка выступающих долей чашечки, несколько суженных на нижнем конце, остроконечных, обычно длиннее половины трубки чашечки. Насыщенно-синий венчик с беловатыми полосками или отчётливыми тёмно-синими точками на внутренней стороне достигает 5-6 см в высоту. Пять лепестков сросшиеся в форме колокольчика. Тычинки расширенные, как ленты, и сросшиеся с венчиком. Пыльники сросшиеся в трубку. Пестик заканчивается долями рыльца, которые расширены и окаймлены и образуют небольшую воронку.
Плод — удлинённая коробочка, сидячая, суженная у основания, длиной от 6 до 8 см. Коричневые семена длиной около 1,5 мм и шириной около 1 мм, эллипсоидные, без крылышек, сетчатые.
Число хромосом 2n = 36.
Горечавка Клузиуса — зимующий гемикриптофит.
Цветок закрывается при понижении температуры. Опылителями являются шмели. Пять нектарных карманов в основании цветка отделены друг от друга тычинками, так что прилетающее насекомое должно пятикратно окунуть хоботок, чтобы получить весь запас нектара в цветке.

## Распространение

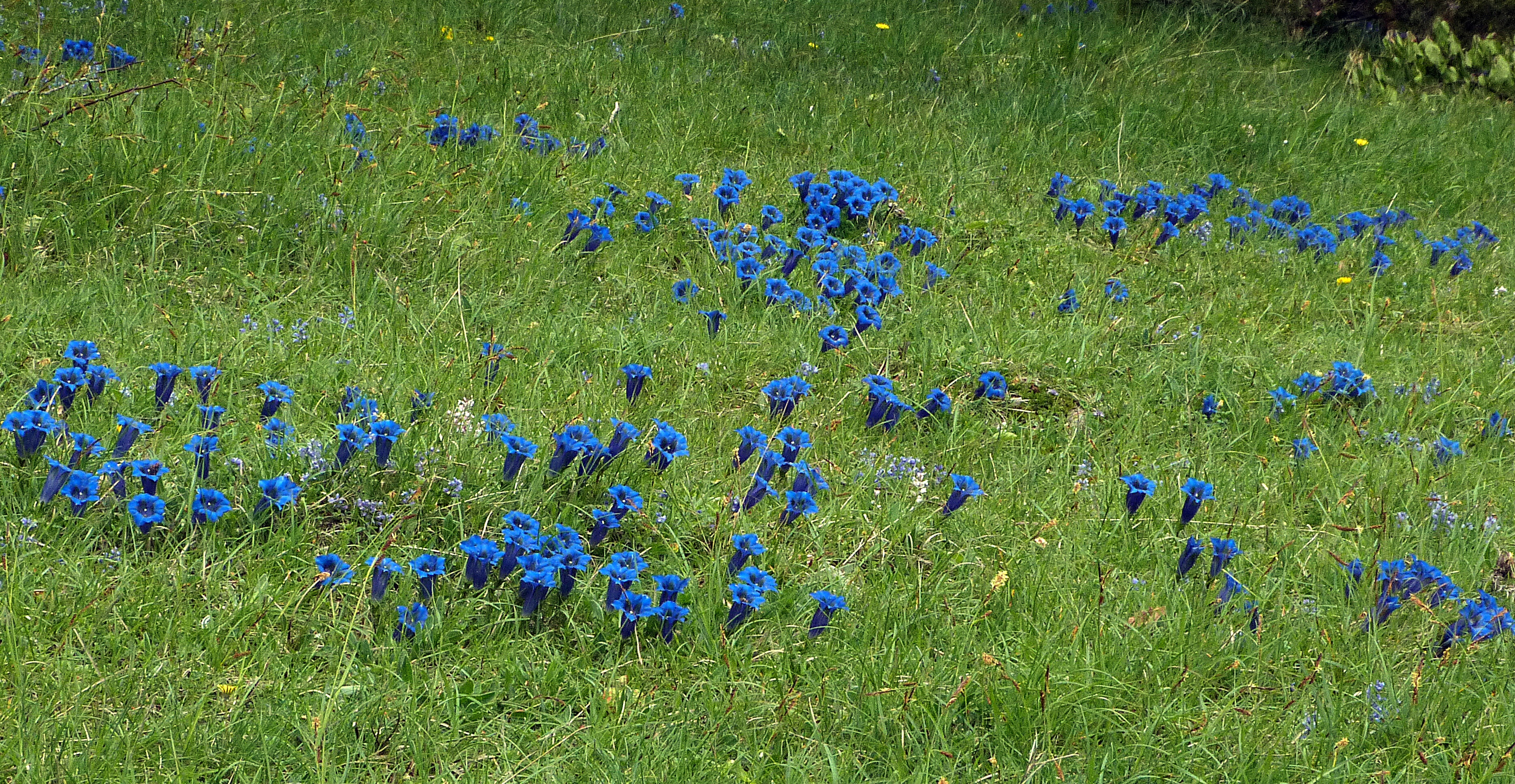
Горечавки Клузиуса на горном массиве Веркор (Франция)

Произрастает в Германии, Австрии, Швейцарии, Италии, Франции, Польше, Словакии, Украине, Хорватии, Словении и Румынии.
Горечавка Клузиуса широко распространена в Альпах, предгорьях Альп, Юре, Шварцвальде и Карпатах. Растёт на известковых сухих пастбищах или на гравии. Произрастает от высокогорных долин до альпийских высот 2760 метров над уровнем моря.
Gentiana clusii является характерным видом ассоциации Seslerion albicantis, но также встречается на небольших высотах в растительных сообществах ассоциаций Mesobromion, Molinion или Caricion davallianae.
В Швейцарии значения экологических показателей согласно Ландольту: индекс влажности F = 2+ (свежий), индекс освещенности L = 5 (очень яркий), индекс реакции R = 5 (основной), индекс температуры T = 1+ (субальпийский, супрасубальпийский и верхнесубальпийский), индекс питательности N = 2 (бедный питательными веществами), индекс континентальности K = 3 (от субокеанического до субконтинентального).
Как и другие виды горечавок, горечавка Клузиуса является охраняемым видом в Германии и Австрии.

## Систематика
Вид Gentiana clusii был впервые научно описан в 1853 году Эженом Пьером Перье де-ла-Бати и Андре Сонжоном.
Видовой эпитет clusii дан в честь врача и натуралиста Карла Клузиуса.
В зависимости от автора, выделяют несколько подвидов:
- Gentiana clusii E.P.Perrier & Songeon subsp. clusii
- Gentiana clusii subsp. costei Braun-Blanq.: Встречается только во Франции.
- Gentiana clusii subsp. pyrenaica J.Vivant: Встречается в Испании и Франции.
- Gentiana clusii subsp. rochelii Halda: Встречается только в Словакии.
- Gentiana clusii subsp. undulatifolia Sünd.: Встречается только в Италии.

## Использование и культурное значение
Благодаря характерному, ярко-синему, чрезвычайно крупному по отношению к остальному растению цветку этот вид горечавки стал архетипом альпийского цветка. На большинстве иллюстраций, изображающих горечавку без более подробного описания, изображены именно её цветы — в том числе на этикетках бутылок со шнапсом и лекарствами, хотя они никогда не содержат компонентов горечавки Клузиуса, а почти всегда горькие вещества из подземных частей растений крупноцветковых видов, таких как горечавка жёлтая (Gentiana lutea).